# Plectrocnemia scruposa
Plectrocnemia scruposa är en nattsländeart som beskrevs av Mclachlan 1880. Plectrocnemia scruposa ingår i släktet Plectrocnemia och familjen fångstnätnattsländor. Inga underarter finns listade i Catalogue of Life.